# 竹岡のヒカリモ発生地

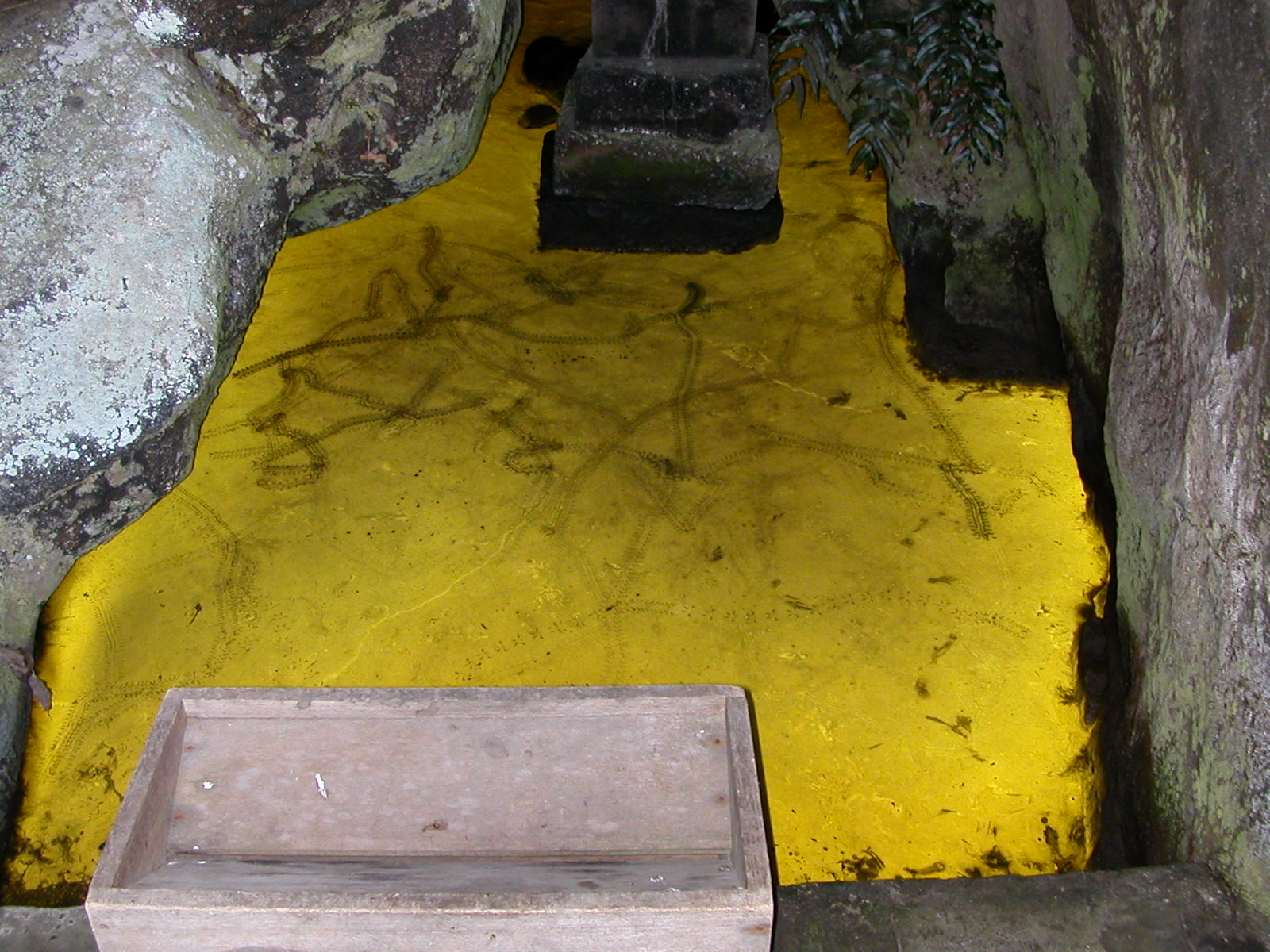
竹岡のヒカリモ発生地。

竹岡のヒカリモ発生地（たけおかのヒカリモはっせいち）は、千葉県富津市萩生1176に位置するヒカリモの群生地である。
毎年春ごろに洞窟内の水たまりに群生しているヒカリモが外からの光を反射して黄金色に輝くため、その様子から「黄金井戸」（こがねいど）とも呼称される。日本全国で初めてヒカリモの生育が確認された地であり、指定基準「池泉、温泉、湖沼、河、海等の珍奇な水草類、藻類、蘇苔類、微生物等の生ずる地域」に該当するものとして、1928年（昭和3年）11月30日に国の天然記念物に指定された。

## 解説
ヒカリモ（光藻、学名: Ochromonas vischeri）は、黄金色藻類に属する単細胞生物で、細胞内に赤黄色の色素を保有しているため、外から光を浴びることによりその色が反射される。細胞の大きさは10マイクロメートル程度で、形状は楕円形、顕微鏡を使用しなければ観察は難しい。
ヒカリモの群生地がある洞窟は千葉県富津市南部の国道127号沿い、皇神社境内にあり、周囲には高さ15メートルほどの崖がそびえている。海食によって形成された海食洞窟に分類される。洞窟の開口部は西の東京湾の方に向かってあり、洞窟は崖の中腹の道路から階段を上って3メートルくらい上の位置にある。開口部の幅は3メートル、奥行きは5 - 10メートル程度で、崖の壁から滴る水により常に水たまりが形成され、深さは通常は20 - 30センチメートル、深い時は45センチメートルになる。県サイトや一部資料においては、70センチメートルとも紹介されている。
ヒカリモはその水たまりに群生している。夏季の洞窟内の水温の最高は摂氏24度だが、水温が摂氏20度以下になると、ヒカリモは水面で浮遊を始める。この時点で浮遊するヒカリモは少数で、わずかに白いものがあるだけにしか見えない。11月頃に水温が摂氏15度以下になると、外光の反射によって光る様子が観察され始め、毎年3月から5月ごろまでにかけては黄金色に輝く様子を見ることができる。ヒカリモが浮遊することにより、黄金色は水面全体に渡って広がるため、「黄金池」「黄金井戸」（こがねいど）という別名でも呼ばれながら古くより親しまれてきた歴史がある。徳川光圀もこれを見るためにこの場所を訪れたという記録がある。
この洞窟がある皇神社周辺の小山は、タブノキ、スダジイ、ハゼなどの高木や、キブシ、アオキ、タマアジサイなどの低木、ラセイタソウ、ツワブキ、オニヤブソテツなどの下草から成る叢林が繁っている。県の資料はこの叢林がヒカリモの発生に貢献しており、この叢林を保護することがヒカリモの永続的な保護に繋がると指摘している。弁天窟とも呼ばれるこの洞窟の中では正面に弁才天が祀られており、鶏卵と酒が供薦される習慣がある。
この洞窟に限らずヒカリモ自体は日本各地の水たまりに見られるが、竹岡の洞窟は日本国内におけるヒカリモの最初の発見地である。洞窟の天井から地下水が滴ることにより常に水を湛えており、水質変化も特にない。また海岸近くの温暖な地域に位置することにより、冬季は水温が摂氏6度にまで下がる一方で凍結は免れている。これらの理由から、この洞窟は特にヒカリモの生息に適した環境になっている。毎年定期的かつ定所的に盛んな発生が見られる例は珍しく、実際の生育状況も顕著であると評価され、1928年（昭和3年）11月30日に、指定基準「池泉、温泉、湖沼、河、海等の珍奇な水草類、藻類、蘇苔類、微生物等の生ずる地域」に該当するものとして、国の天然記念物に指定された。2008年には千葉県によりちば遺産100選に選ばれている。

## 交通アクセス
所在地
- 千葉県富津市萩生1176

交通
- 館山自動車道富津竹岡インターチェンジから県道91号に下り、国道127号を南下、到着まで10分[4]。
- JR東日本内房線竹岡駅より徒歩3[4] - 5分[6]。

## 参考資料
- 千葉県教育委員会 編『千葉県の文化財』千葉県教育委員会、1990年。
- 財団法人 千葉県史料研究財団 編『千葉県の自然誌 本編1 千葉県の自然』千葉県〈県史シリーズ40〉、1996年。
- 千葉県教育庁 編『ふさの国の文化財総覧　第三巻』千葉県教育庁、2004年12月27日。